# György Molnár
Dans le nom hongrois Molnár György, le nom de famille précède le prénom, mais cet article utilise l’ordre habituel en français György Molnár, où le prénom précède le nom.
György Molnár ([ˈɟøɾɟ], [ˈmolnaːɾ]), né le 12 février 1901 en Autriche-Hongrie et mort en 1977, est un footballeur hongrois.
Il est surtout connu pour avoir terminé meilleur buteur du championnat de Hongrie durant la saison 1925 avec 21 buts.

## Biographie

### Club
Molnár commence sa carrière dans le club hongrois du MTK Hungária FC en championnat de Hongrie. En 1927, il part pour les États-Unis à New York et joue alors pour le club des New York Giants en American Soccer League. Il ne passe qu'une saison au club avant de partir jouer pour le club de la communauté juive du Brooklyn Hakoah à la fin de la saison 1929. Lors de la saison suivante, Molnar est transféré aux Brooklyn Wanderers où il finit sa carrière.

### Sélection
Molnar a joué en tout 27 matchs en sélection avec l'équipe de Hongrie, et a inscrit 11 buts.